# Système national d'identification des toxiques et substances
Le Système d'identification national des toxiques et substances ou Sintes est un dispositif français de veille et d'information sur les drogues synthétiques dont la circulation est observée en France. 
Il s'intègre au système plus large Trend, piloté par l’OFDT. Sa création en 1999 dans le cadre des orientations du Plan triennal de lutte contre la drogue et de prévention des dépendances, est une réponse à un manque d'information sur les drogues de synthèse consommées en France.
Sintes permet aussi à la France de participer à un système d'alerte rapide, sur l’apparition de nouvelles drogues de synthèse, décidé par l’action commune européenne du 16 juin 1997.
La base de données Sintes contient la description physique et chimique des échantillons de substances psycho actives collectés en France depuis 1999 dans le cadre du dispositif. Ces échantillons (comprimés, poudres, gélules, buvards, liquides…) proviennent d'une part des collectes réalisées par des acteurs de prévention ou de soins auprès des usagers dans divers milieux (concerts, bars, milieu festif…) et d'autre part d’une partie des saisies réalisées par les services de police, de douanes et de gendarmerie. Cette base s'enrichit des informations collectées par les acteurs sociosanitaires.
Le volet socio-sanitaire est superposé en grande partie aux coordinations Trend. Il s’appuie sur une soixantaine associations : Médecins du monde et ses « Missions Rave » de Paris, Bayonne et Nice, Association Liberté (Paris), Spiritek (Lille), Keep smiling (Lyon).
L’année 2006 a été une année charnière dans l’évolution du dispositif SINTES :
- Le champ toxicologique du dispositif s’est élargi à l’ensemble des produits psychotropes illicites ;

- Le dispositif de veille vise une extension progressive sur l’ensemble du territoire national ;

- La circulation d’information au sein de ce dispositif de veille a été formalisée et s’intègre désormais dans un dispositif d’alerte national coordonné par la DGS et auquel participe l’Afssaps et l’InVS.

Huit sites participent actuellement au volet veille du dispositif SINTES.